# Анна Всеволодовна (городенская княжна)
Анна Всеволодовна (Всеволодковна) — дочь Всеволодка городенского. В 1144 году выдана замуж за Юрия Ярославича, впоследствии князя туровского. В 1190 году ещё была жива, присутствуя вместе со своим зятем Рюриком Ростиславичем на свадьбе своего младшего сына Ярополка.

## Дети
- Иван Юрьевич (князь туровский)
- Святополк Юрьевич
- Ярослав Юрьевич (князь пинский)
- Глеб Юрьевич (князь туровский)
- Ярополк Юрьевич
- Анна Юрьевна, замужем за Рюриком Ростиславичем
- Мальфрида Юрьевна, замужем за Всеволодом Ярославичем Луцким.